# Watkins Glen International

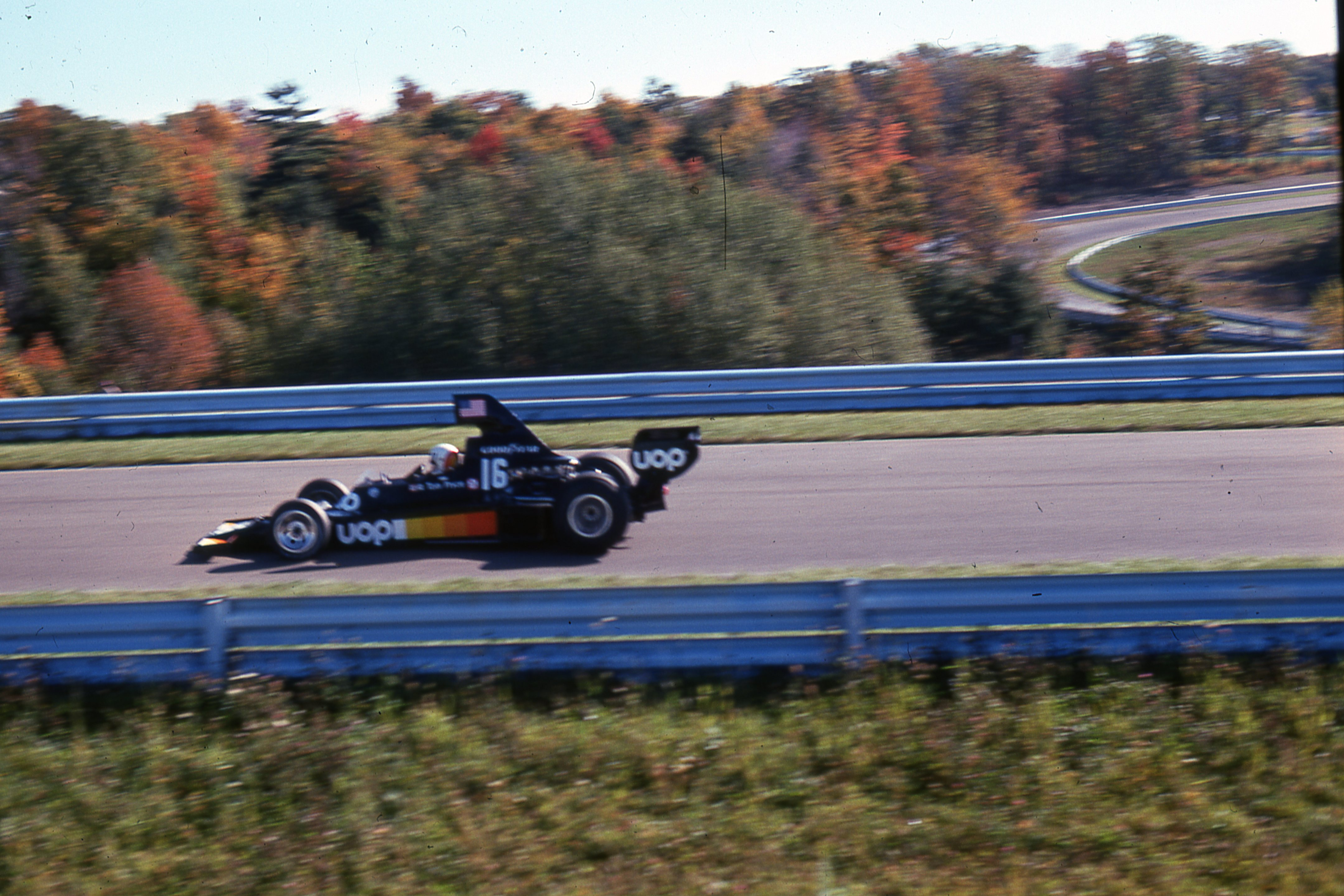
Tom Pryce op Watkins Glen in 1975

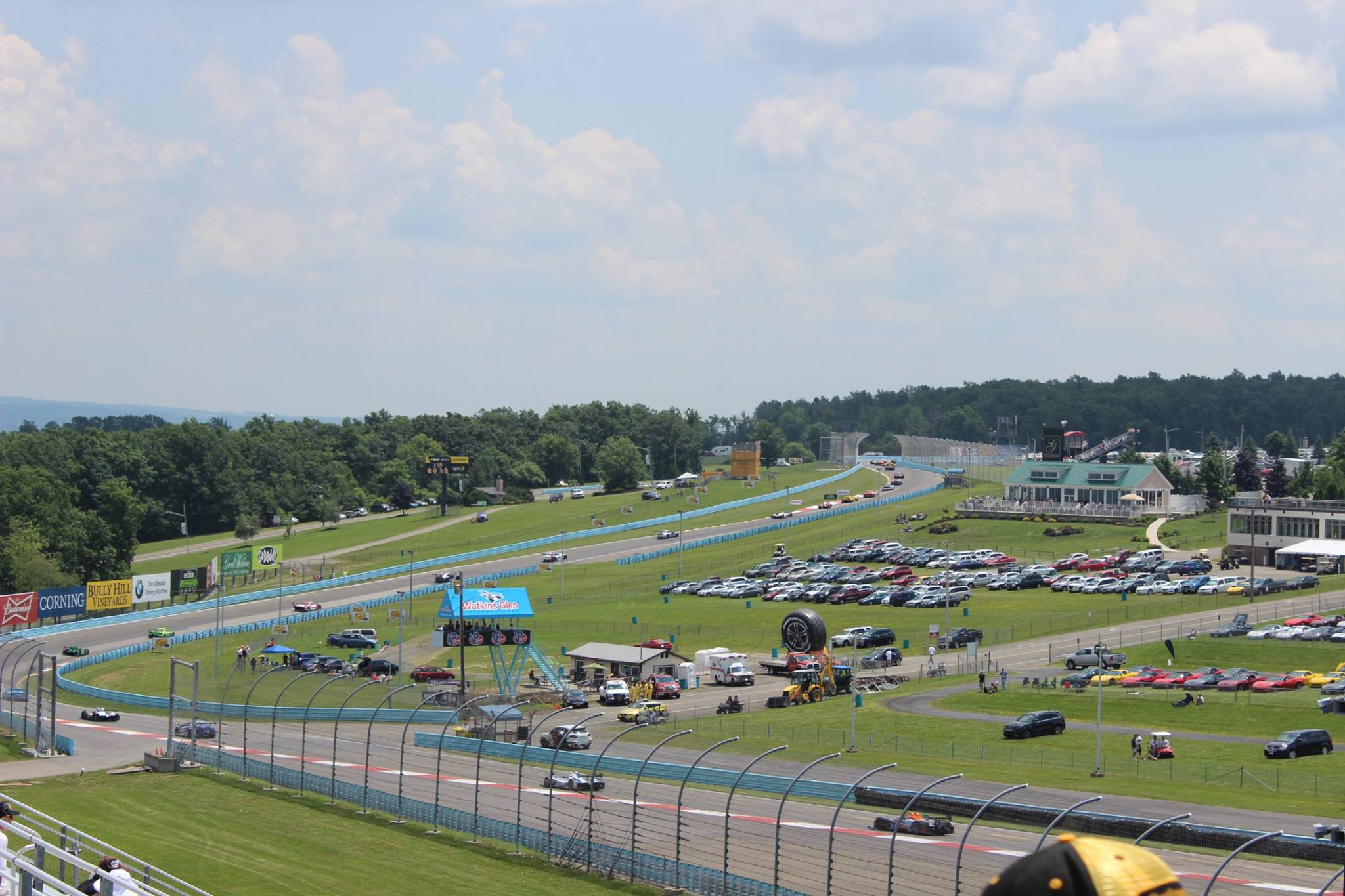
Watkins Glen in 2014

Watkins Glen International (bijnaam "The Glen") is een racecircuit gelegen in de buurt van Watkins Glen, New York aan de zuidelijke punt van Seneca Lake. Het werd ontworpen in 1947 door Cameron Argetsinger. Dit circuit was gedurende een lange periode bekend als de thuisbasis voor de US Grand Prix, die er plaatsvond gedurende 20 opeenvolgende jaren (1961 - 1980). 

## Geschiedenis
Oorspronkelijk was het circuit een 10,5 km lang wegenparcours, maar het werd in 1953 na een serie ongelukken verbouwd tot een circuit van 3,5 km. Na 1970 werd het circuit ingrijpend gewijzigd, onder andere door een nieuw deel van 1,8 km met vier bochten. Het maakte van een gewoon circuit een uitgesproken lastig parcours. De eerste race op het vernieuwde parcours werd gewonnen door François Cevert. Twee jaar later zou hij er tijdens de kwalificaties verongelukken, nog een jaar later liet Helmut Koinigg er het leven. Behalve qua veiligheid was het circuit ook niet ideaal qua uitstraling; het paste niet goed genoeg bij het glamourbeeld dat de sport wil uitstralen. Alan Jones won in 1980 de laatste Grand Prix op "The Glen".
Naast de Formule 1 werden er eveneens races gereden voor het Champ Car kampioenschap. In 2009 worden er onder meer races gehouden uit de verschillende Nascar-kampioenschappen en de IndyCar Series.

## Formule 1-winnaars
| Uitslagen Grand Prix van de Verenigde Staten (Watkins Glen) | Uitslagen Grand Prix van de Verenigde Staten (Watkins Glen) | Uitslagen Grand Prix van de Verenigde Staten (Watkins Glen) | Uitslagen Grand Prix van de Verenigde Staten (Watkins Glen) |
| Jaar                                                        | Coureur                                                     | Auto                                                        | Auto                                                        |
| ----------------------------------------------------------- | ----------------------------------------------------------- | ----------------------------------------------------------- | ----------------------------------------------------------- |
| 1961                                                        | Innes Ireland                                               | Lotus-Climax 21                                             |                                                             |
| 1962                                                        | Jim Clark                                                   | Lotus-Climax 25                                             |                                                             |
| 1963                                                        | Graham Hill                                                 | BRM P57                                                     |                                                             |
| 1964                                                        | Graham Hill                                                 | BRM P261                                                    |                                                             |
| 1965                                                        | Graham Hill                                                 | BRM P261                                                    |                                                             |
| 1966                                                        | Jim Clark                                                   | Lotus-BRM 43                                                |                                                             |
| 1967                                                        | Jim Clark                                                   | Lotus-Cosworth 49                                           |                                                             |
| 1968                                                        | Jackie Stewart                                              | Matra-Cosworth MS10                                         |                                                             |
| 1969                                                        | Jochen Rindt                                                | Lotus-Cosworth 49B                                          |                                                             |
| 1970                                                        | Emerson Fittipaldi                                          | Lotus-Cosworth 72C                                          |                                                             |
| 1971                                                        | François Cevert                                             | Tyrrell-Cosworth 002                                        |                                                             |
| 1972                                                        | Jackie Stewart                                              | Tyrrell-Cosworth 005                                        |                                                             |
| 1973                                                        | Ronnie Peterson                                             | Lotus-Cosworth 72E                                          |                                                             |
| 1974                                                        | Carlos Reutemann                                            | Brabham-Cosworth BT44                                       |                                                             |
| 1975                                                        | Niki Lauda                                                  | Ferrari 312T                                                |                                                             |
| 1976                                                        | James Hunt                                                  | McLaren-Cosworth M23                                        |                                                             |
| 1977                                                        | James Hunt                                                  | McLaren-Cosworth                                            |                                                             |
| 1978                                                        | Carlos Reutemann                                            | Ferrari                                                     |                                                             |
| 1979                                                        | Gilles Villeneuve                                           | Ferrari                                                     |                                                             |
| 1980                                                        | Alan Jones                                                  | Williams-Cosworth                                           |                                                             |

## Champ Car en IndyCar winnaars
| Uitslagen Camping World Watkins Glen Grand Prix | Uitslagen Camping World Watkins Glen Grand Prix | Uitslagen Camping World Watkins Glen Grand Prix | Uitslagen Camping World Watkins Glen Grand Prix |
| Jaar                                            | Coureur                                         | Auto                                            | Auto                                            |
| ----------------------------------------------- | ----------------------------------------------- | ----------------------------------------------- | ----------------------------------------------- |
| 1979                                            | Bobby Unser                                     | Penske Racing                                   |                                                 |
| 1980                                            | Bobby Unser                                     | Penske Racing                                   |                                                 |
| 1981                                            | Rick Mears                                      | Penske Racing                                   |                                                 |
| 2005                                            | Scott Dixon                                     | Chip Ganassi Racing                             |                                                 |
| 2006                                            | Scott Dixon                                     | Chip Ganassi Racing                             |                                                 |
| 2007                                            | Scott Dixon                                     | Chip Ganassi Racing                             |                                                 |
| 2008                                            | Ryan Hunter-Reay                                | Rahal Letterman Racing                          |                                                 |
| 2009                                            | Justin Wilson                                   | Dale Coyne Racing                               |                                                 |
| 2010                                            | Will Power                                      | Penske Racing                                   |                                                 |